# 오다련
오다련(吳多憐, 856년 ~ 944년)은 신라 말 후삼국 시대의 호족이자 장화왕후(莊和王后)의 아버지이며 태조 왕건의 장인이다.

## 개요
후삼국 시대(後三國 時代)의 호족(豪族)
나주 오씨(羅州 吳氏)로 나주(羅州) 일대인 금성군(錦城郡)을 기반으로 하는 [호족 (후삼국 시대)|호족]](豪族)이다.
오부돈(吳富伅)의 아들로 딸인 장화왕후(莊和王后)는 태조(太祖)의 제2왕후(王后)다.

## 오다련이 등장하는 작품
- 《태조 왕건》 KBS, 2000년~2002년 : 이일웅